# Апишков Петро Володимирович
Петро Володимирович Апи́шков (нар. 1841 — пом. 1902, Кутаїсі) — російський архітектор. Батько архітектора Володимира Апишкова.

## Біографія
Народився у 1841 році. Спеціальну освіту здобув в Будівельному училищі в Санкт-Петербурзі, яке закінчив 1862 року і отримав звання цивільного інженера. Протягом 1862—1868 років працював помічником архітектора у Катеринославській будівельній і шляховій комісії, протягом 1868—1875 років служив у Вологодському губернському правлінні, протягом 1876—1882 років працював на посаді архітектора інженерного відомства Одеського військового округу. Протягом 1882—1886 років займався в Одесі приватною практикою.
З лютого 1886 року в Кутаїсі працював на посаді губернського архітектора. У 1895 році отримав чин статського радника. Помер в Кутаїсі у 1902 році.

## Споруди

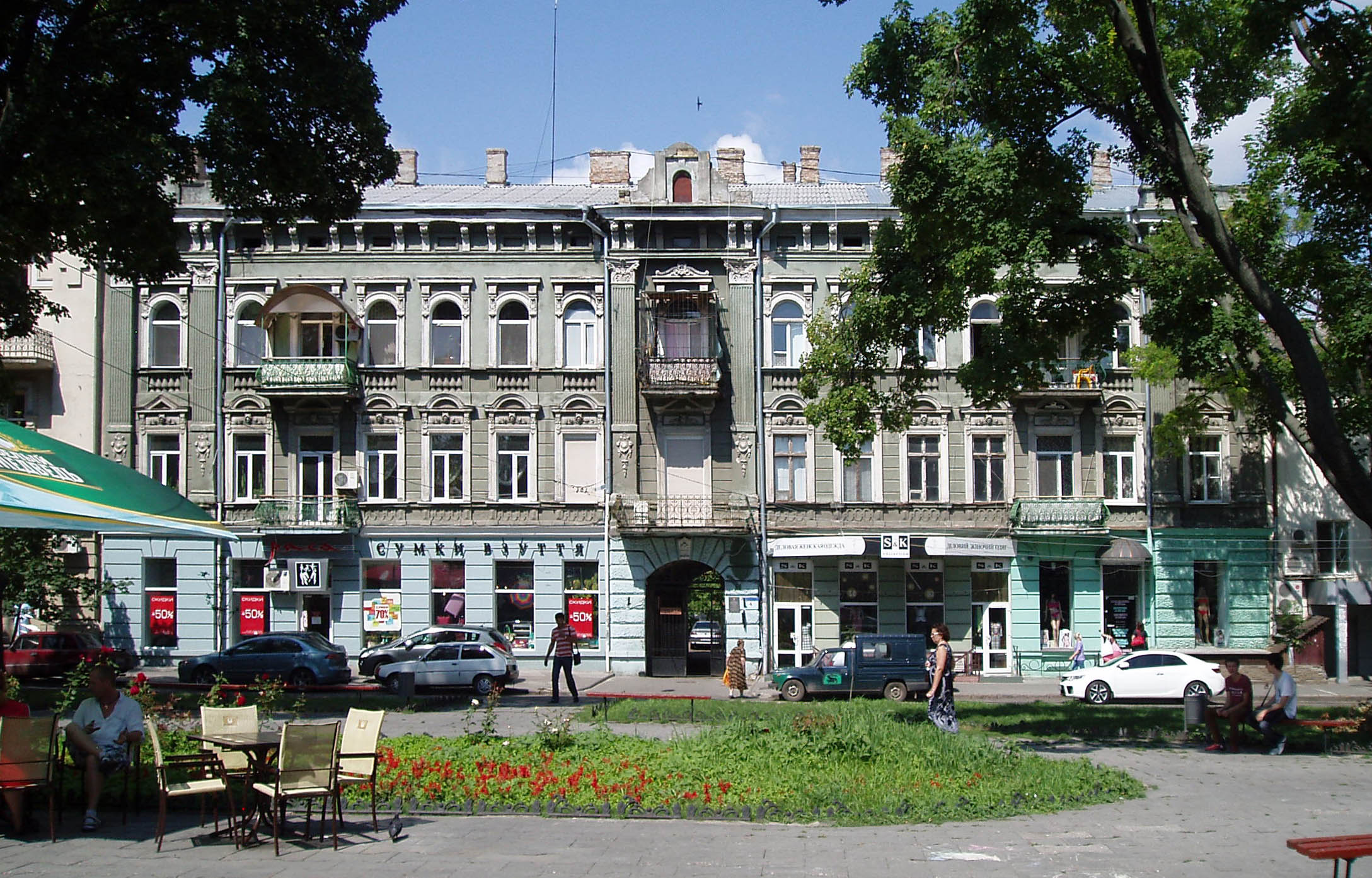
Проспект Українських Героїв, 4.

За проєктами архітектора в Одесі у стилі неоренесансу споруджені:
- Будинок Суворова і флігелі на проспекті Українських Героїв № 4 (1881);
- Будинок на вулиці Разумовській № 13 (1881);
- Вудинок на вулиці Базарній № 96 (1883).